# 組曲ヘ長調 (ルーセル)
『組曲 ヘ長調』（仏：Suite en fa）作品33 L. 39 は、アルベール・ルーセルが作曲した管弦楽のための組曲である。『ヘ調の組曲』や『管弦楽組曲 ヘ長調』とも表記される。

## 概要
1926年にセルゲイ・クーセヴィツキー及びボストン交響楽団からの委嘱によって作曲され、ごく短期間で完成させている。初演は翌1927年の1月にボストンでクーセヴィツキーの指揮する同交響楽団によって行われた。またパリでの初演も同じくクーセヴィツキーが指揮を担当している。
第一次世界大戦後のヨーロッパの芸術思潮は新古典主義に向かっており、ルーセルもそれに影響されてこの組曲を作曲しているが、自らの芸術的本性を生かすことを目的として書かれている。
楽譜は同年にデュラン社から出版され、同時に委嘱者のクーセヴィツキーに献呈している。

## 楽器編成
- 木管楽器：ピッコロ（フルート持ち替え）、フルート2、オーボエ2、イングリッシュホルン、クラリネット2、バスクラリネット、ファゴット3
- 金管楽器：ホルン4、トランペット4、トロンボーン3、テューバ
- 打楽器：ティンパニ2、シンバル、大太鼓、小太鼓、トライアングル、タムタム、タンブリン
- その他：弦五部、ハープ、チェレスタ、シロフォン

## 構成
3曲で構成される。演奏時間は約13分。
- 第1曲 前奏曲 Prélude
ヘ長調、4分の3拍子。アレグロ・モルト。
ヴァイオリンとヴィオラの斉奏で主要主題が呈示される。性格的にはパスピエ舞曲を思わせる軽快なもの。

- 第2曲 サラバンド Sarabande
ニ短調、4分の3拍子。レント。
主題がサラバンド固有のリズムとアクセントを伴って、バロック舞曲の面影を留めている。後は自由に

- 第3曲 ジーグ Gigue
ニ短調 - ヘ長調、8分の6拍子。アレグロ（序奏） - アレグロ・ジョコーソ（主部）
ニ短調の序奏で始まり、ヘ長調の主部になるとロンドのように発展する。全体はむしろ軽い音楽に仕上がっている。

## 参考資料
- 『最新名曲解説全集6 管弦楽曲3』（音楽之友社）
- 属啓成『名曲事典』（音楽之友社）